# Гёкче
Гёкче ((тур. Gökçe), псевдоним, имя при рождении Гёкче Динчер (тур. Gökçe Dinçer), род. 9 сентября 1979, Стамбул) — турецкая певица

 и композитор.

## Биография
Родилась в Стамбуле в семье боснийских мухаджиров. В школе училась на пианино и барабане. Во время учёбы в университете была солисткой нескольких любительских групп. Окончила университет Едитепе. Затем два года работала в коммерческой компании, после чего избрала для себя музыкальную карьеру. Начала её Гёкче барабанщицей в женской группе «The Eva Band». Около двух лет она выступала в городах Турции.
В 2007 году она выпустила свой первый студийный альбом «Böğürtlenli Reçel», в 2009 — «Beş Kuruş Yok». Входившие в них песни «Aradım Seni», «Vay Be Ben Neymişim», «5 Kuruş» и «Anladım Ki» занимали первые строчки чартов Турции. В январе 2012 года вышел третий студийный альбом Гёкче «Kaktüs Çiçeği».